# Di Naye Kapelye
Di Naye Kapelye – klezmerska grupa pochodząca z Węgier. 
Grupa gra stare żydowskie melodie na sposób, w jaki grano je w Europie Wschodniej przed II wojną światową. Muzycy uczą się sposobu grania od Żydów żyjących jeszcze w okolicach oraz od muzyków cygańskich. Di Naye Kapelye podtrzymuje żywą tradycję muzyki żydowskiej.

## Członkowie grupy
- Bob Cohen (skrzypce, mandolina, kobza, cumbus (cümbüş), flety, bęben karpacki, śpiew),
- Yankl Falk (klarnet, śpiew),
- Ferenc Pribojszki (cymbały, bęben karpacki, flety),
- Antal Fekete (kontra),
- Gyula Kozma (bas, kobza, skrzypce)

Di Naye Kapelye powstała w Budapeszcie w 1993 roku. Obecnie koncertuje w całej Europie.

## Dyskografia
- 1997 – Di Naye Kapelye (wytwórnia: Oriente)
- 2001 – A Mazeldiker Yid (wytwórnia: Oriente)
- 2008 – Traktorist (wytwórnia: Oriente)